# Maria Banuș

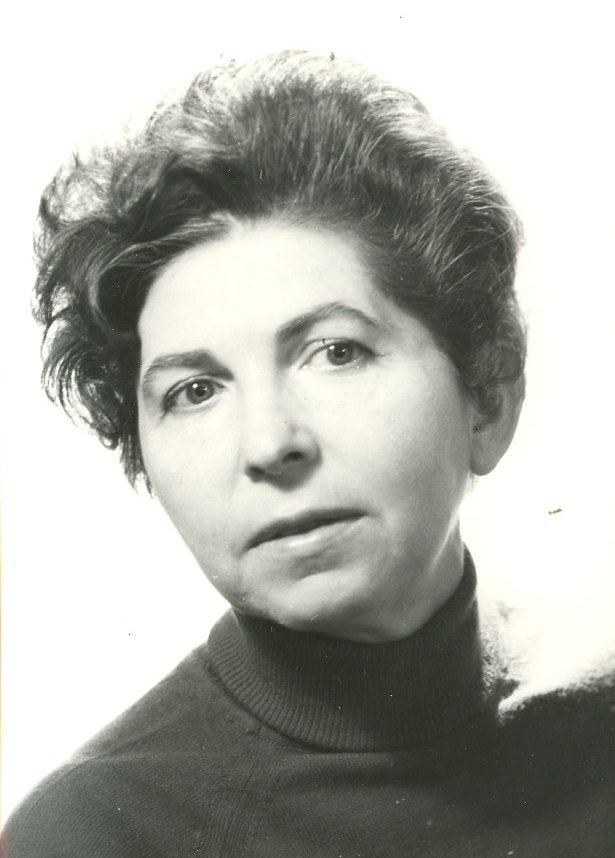
Maria Banuș, unbekanntes Datum

Maria Banuș, geboren als Marioara Banuș (* 10. April 1914 in Bukarest; † 14. Juli 1999 ebenda), war eine rumänische Lyrikerin, Essayistin, Romanschreiberin und Übersetzerin.

## Leben
Banuș stammte aus einer jüdischen Familie in Bukarest. Ihre Eltern waren Max Banuș, ein Buchhalter und späterer Direktor der Filiale der Marmorosch Blank Bank in der Carolstraße, und seine Frau Anette (geborene Marcus). Aufgrund ihres schwachen Gesundheitszustands erhielt sie zunächst Privatunterricht und legte die Prüfungen von 1920 bis 1923 an der Schule in der Lucaci Straße ab. Von 1923 bis 1931 besuchte sie das Gymnasium am Institutul „Pompilian“ din București und studierte von 1931 bis 1934 an der juristischen und literarischen Fakultät der Universität Bukarest. Ihr erstes Gedicht 14 ani veröffentlichte sie als Jugendliche 1928 unter ihrem Geburtsnamen Marioara Banuș im Bilete de Papagal. Im Jahr 1932, als sie noch studierte, erschienen ihre Gedichte in der Zeitschrift Azi von Zaharia Stancu, ebenso wie ihre Übersetzungen von Rainer Maria Rilke und Arthur Rimbaud. Stancu war es, der ihren Vornamen in Maria änderte.
Ihr erstes Buch Țara fetelor („Land der Frauen“) erschien 1937 und erhielt gute Kritiken. Das 1939 erschienene Poeme enthält eine Auswahl ihrer eigenen Verse sowie Übersetzungen von Rilke. Zu diesem Zeitpunkt hörte sie vorläufig auf zu schreiben und schloss sich der antifaschistischen Bewegung an, die sich unter der Schirmherrschaft der verbotenen Rumänischen Kommunistischen Partei entwickelte, eine Erfahrung, an die sie in ihrem Tagebuch erinnert, das sie 1977 in Fragmenten als Sub camuflaj („Getarnt“) veröffentlichte. Das Regime von Ion Antonescu während des Zweiten Weltkriegs verbot offiziell ihr gesamtes Werk als „jüdisch“. Nach dem Krieg und mit dem Aufstieg des kommunistischen Regimes wurde sie Meinungsjournalistin und schrieb für Gazeta literară, Contemporanul, Steaua und Viața Românească. Ihre Bücher Bucurie („Freude“, 1949), Despre pământ („Über die Erde“, 1954), Ție-ți vorbesc, Americă („Ich spreche zu dir, Amerika“, 1955), und Se arată lumea („Das zeigt der Welt“,1956) waren Ausdruck des offiziell sanktionierten sozialistischen Realismus des Regimes. Diese Werke brachten ihr Preise und Medaillen, öffentliche Anerkennung, Veröffentlichungen in Schulbüchern und Übersetzungen in Fremdsprachen sowie Lob von regimekonformen Kritikern wie Tudor Vianu. In dieser Zeit übersetzte sie Dichter, die vom Regime bevorzugt wurden (Pablo Neruda, Nâzım Hikmet oder Nikola Wapzarow), sowie schöne Versionen klassischer Autoren wie William Shakespeare, Alexander Sergejewitsch Puschkin und Johann Wolfgang von Goethe. Sie schrieb mehrere kurze Gedichtbände in demselben Stil: Torentul („Wildbach“, 1957), Poezii (1958), Magnet (1962), Metamorfoze (1963) und Diamantul („Diamant“, 1965).
Mitte der 1960er Jahre vollzog Banuș einen Bruch mit ihrem vorherigen Stil, was sie dazu veranlasste, die Politik und die Rolle des Künstlers neu zu bewerten. Die folgenden Bände, angefangen mit Tocmai ieșeam din arenă („Ich wollte gerade die Bühne verlassen“, 1967), Portretul din Fayum („Portrait von Fayum“, 1970) und Oricine și ceva („Irgendjemand und irgendwas“, 1972), bis hin zu Orologiu cu figuri („Ziffernuhr“, 1984) oder Carusel (1989), zeigen einige ihrer wiederkehrenden Themen, betonen aber auch die Präsenz eines zutiefst veränderten Universums, das tragisch oder spielerisch zum Ausdruck kommt und das Ausmaß ihres Lyrismus unterstreicht. Ihr 1980 erschienener Band Himera enthält kurze, suggestive Prosastücke, Essays und Bekenntnisse; ihre beiden Theaterstücke (Ziua cea mare, 1951; Oaspeți de la mansardă, 1978) sind unbedeutend. Sie veröffentlichte Anthologien mit deutscher Lyrik (1969), moderner österreichischer Lyrik (1970) und weltweiter Liebeslyrik (1974; 1987). Sie wurde 1949 mit dem George-Coșbuc-Preis der Rumänischen Akademie, 1951 mit dem Staatspreis, 1986 mit dem Sonderpreis des rumänischen Schriftstellerverbandes und 1989 mit dem Herder-Preis ausgezeichnet.
Banuș starb 1999 in Bukarest.

## Werke (in deutscher Übersetzung)
- Der grosse Tag: Theaterstück in 3 Aufzügen. Staatsverlag für Kunst u. Literatur, Bukarest 1952.
- Gedichte. Literaturverlag, Bukarest 1967.
- Schau, die Zypressen dort: Gedichte. Kriterion-Verlag, Bukarest 1986.